# Undiscovery (album de Jesse Siebenberg)
 (mars 2012).
Si vous disposez d'ouvrages ou d'articles de référence ou si vous connaissez des sites web de qualité traitant du thème abordé ici, merci de compléter l'article en donnant les références utiles à sa vérifiabilité et en les liant à la section « Notes et références ».
Undiscovery est le premier album du multi-instrumentiste Jesse Siebenberg, connu pour avoir fait partie du groupe rock britannique Supertramp. Il est sorti en 2007, et n'est disponible que par téléchargement.

## Liste des titres
Toutes les chansons sont écrites et composées par Jesse Siebenberg (sauf indication contraire).
| 1.    | Heaven's Snake (Scars)        |                                   | 5:45 |
| 2.    | Stranger In A Stranger's Arms |                                   | 3:25 |
| 3.    | May                           |                                   | 3:36 |
| 4.    | Goodnight                     |                                   | 3:37 |
| 5.    | It's Time                     |                                   | 3:40 |
| 6.    | Me Inside You                 |                                   | 3:51 |
| 7.    | Try Again                     |                                   | 4:12 |
| 8.    | Malfunction                   |                                   | 4:47 |
| 9.    | Prayer                        | Jonathan McEuen, Jesse Siebenberg | 4:19 |
| 10.   | Ash To Ash                    |                                   | 3:59 |
| 11.   | Yourself With Myself          |                                   | 3:45 |
| 45:01 |                               |                                   |      |